# William H. Harries
William Henry Harries (* 15. Januar 1843 bei Dayton, Ohio; † 23. Juli 1921 in Seattle, Washington) war ein US-amerikanischer Politiker. Zwischen 1891 und 1893 vertrat er den Bundesstaat Minnesota im US-Repräsentantenhaus.

## Werdegang
William Harries trat zu Beginn des Bürgerkrieges in die Armee der Union ein. Bis zum April 1866 blieb er im Militärdienst. Dabei stieg er bis zum Hauptmann auf. Nach einem anschließenden Jurastudium an der University of Michigan in Ann Arbor und seiner im Jahr 1868 erfolgten Zulassung als Rechtsanwalt begann er in Hokah (Minnesota) in seinem neuen Beruf zu arbeiten. Später verlegte er seinen Wohnsitz und seine Kanzlei nach Caledonia.
Zwischen 1874 und 1878 war Harries Bezirksstaatsanwalt im Houston County. Politisch wurde er Mitglied der Demokratischen Partei. Bei den Kongresswahlen des Jahres 1890 wurde er im ersten Wahlbezirk von Minnesota in das US-Repräsentantenhaus in Washington, D.C. gewählt, wo er am 4. März 1891 die Nachfolge von Mark H. Dunnell antrat. Da er aber bei den folgenden Wahlen im Jahr 1892 dem Republikaner James Albertus Tawney unterlag, konnte er bis zum 3. März 1893 nur eine Legislaturperiode im Kongress absolvieren.
Nach seiner Zeit im US-Repräsentantenhaus wurde Harries von Präsident Grover Cleveland zum Leiter der Bundessteuerbehörde in Minnesota ernannt. Dieses Amt bekleidete er zwischen 1894 und 1898. Dabei amtierte er in Saint Paul. Anschließend kehrte er nach Caledonia zurück, wo er wieder als Anwalt arbeitete. Im Jahr 1901 übernahm er den Staatsvorsitz in Minnesota der Bürgerkriegsveteranenvereinigung Grand Army of the Republic. 1903 wurde Harries Kuratoriumsmitglied der Veteranenheime von Minnesota. Später war er von 1907 bis 1911 als Sekretär bei deren Verwaltung angestellt. Schließlich wurde er zu deren Leiter. Diese Funktion übte Harries zwischen 1911 und 1918 aus. Er starb am 23. Juli 1921 in Seattle und wurde in Caledonia beigesetzt.